# Phare de Reykjavík Norðurgarði
Le phare de Reykjavík Norðurgarði est un phare d'Islande. Il est situé à l'entrée du port de Reykjavik, sur la digue nord.